# Tadeusz Iskra

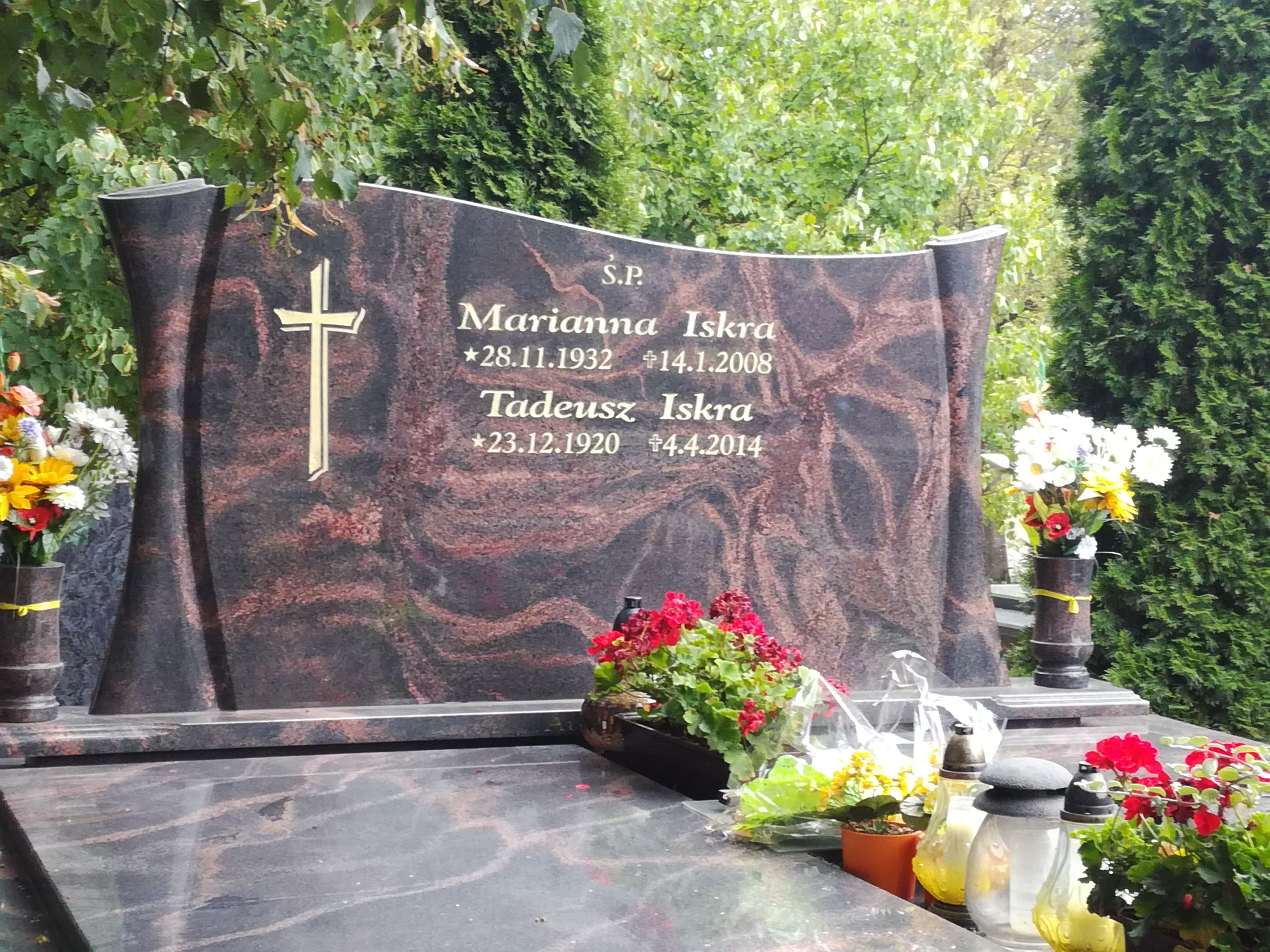
Grób Tadeusza Iskry na Cmentarzu Łostowickim w Gdańsku

Tadeusz Iskra (ur. 23 grudnia 1920 w Wolicy, zm. 4 kwietnia 2014 w Gdańsku) – polski kowal, poseł na Sejm PRL V kadencji.

## Życiorys
Syn Antoniego i Marianny. Uzyskał wykształcenie podstawowe, z zawodu kowal. Pracował w Gdańskiej Stoczni Remontowej. W 1969 uzyskał mandat posła na Sejm PRL w okręgu Gdańsk. Zasiadał w Komisji Gospodarki Morskiej i Żeglugi oraz w Komisji Pracy i Spraw Socjalnych.
Pochowany 9 kwietnia 2014 na Cmentarzu Łostowickim.

## Odznaczenia
- Krzyż Kawalerski Orderu Odrodzenia Polski
- Srebrny Krzyż Zasługi
- Brązowy Krzyż Zasługi (1955)[3]